# Bucculatrix imitatella
Bucculatrix imitatella är en fjärilsart som beskrevs av Herrich-Schäffer 1855. Bucculatrix imitatella ingår i släktet Bucculatrix och familjen kronmalar. Inga underarter finns listade i Catalogue of Life.